# Tony Mamodaly
Tony Mamodaly (* 2. August 1990 in Mannheim) ist ein ehemaliger deutsch-madagassischer Fußballspieler und heutiger -funktionär, der aktuell als Head of International Operations bei der TSG 1899 Hoffenheim aktiv ist. Er stand u. a. bei Dynamo Dresden unter Vertrag und spielte für die madagassische Nationalmannschaft.
Mamodalys Mutter kommt aus Deutschland. Sein Vater aus Madagaskar spielte für den HSC Montpellier, damals in der zweiten französischen Liga Ligue 2.

## Karriere

### Verein
Mamodaly spielte in seiner Jugend zunächst für die TSG Weinheim, bevor er zur TSG 1899 Hoffenheim und später zum Karlsruher SC wechselte.
Im Oktober 2009 verpflichtete ihn der damalige Drittligist Dynamo Dresden, nachdem sich ein Transfer Mamodalys zum schottischen Erstligisten FC Dundee United aufgrund der Verpflichtung des englischen Angreifers Danny Cadamarteri kurzfristig zerschlagen hatte. Da er außerhalb der Sommertransferperiode gewechselt war, durfte Mamodaly erst ab der Rückrunde 2009/10 für die Elbestädter auflaufen. Dabei kam Mamodaly auf 16 Oberliga Einsätze in Dynamos U-23 Mannschaft. 2012 wechselte er durch die Vermittlung von Christian Demirtas zum US-amerikanischen Verein der Florida Atlantic University.

### Nationalmannschaft
Mamodaly ist ehemaliger A-Nationalspieler Madagaskars. Zuvor gehörte er 2007 zum erweiterten Kader der deutschen U-17-Auswahl. Im Oktober 2008 wurde Mamodaly vom madagassischen Fußballverband erstmals ins Aufgebot der A-Nationalmannschaft für das WM-Qualifikationsspiel gegen die Elfenbeinküste berufen, musste seine Teilnahme jedoch aufgrund einer Schambeinentzündung absagen. Ein Jahr später wurde er für die U-20-COSAFA Senior Challenge 2009 nominiert, bei der er mit der U-20 Auswahl den dritten Platz erlangte. Am 5. September 2010 gab Mamodaly schließlich bei der 0:2-Auswärtsniederlage im Afrika-Cup-Qualifikationsspiel gegen Nigeria in Calabar sein A-Länderspieldebüt. Außerdem kam er im März 2011 zweimal im Rahmen der Olympiaqualifikation gegen die algerische Auswahl zum Einsatz.

## Handballkarriere
Bis 2007 spielte Mamodaly – parallel zu seinen fußballerischen Aktivitäten – Handball. Er war für diverse Jugendmannschaften der Rhein-Neckar-Löwen aktiv und wurde sogar in die Juniorennationalmannschaft des Deutschen Handballbundes berufen, für die er mehrere Länderspiele bestritt.

## Als Funktionär
2015 hat Mamodaly eine Agentur gegründet, die Spieler aus Nachwuchsleistungszentren in Deutschland an amerikanische Colleges vermittelt.
Im Februar 2020 trat Mamodaly sein Amt als Leiter der Internationalisierung beim Bundesligisten TSG 1899 Hoffenheim, bei dem er einst in der Akademie spielte, an.